# Utetheisa nigromaculata
Utetheisa nigromaculata là một loài bướm đêm thuộc phân họ Arctiinae, họ Erebidae.